# Julien Moineau
Julien Moineau (Clichy-sur-Seine, 27 de novembre de 1903 - La Teste, 14 de maig de 1980) va ser un ciclista francès que fou professional entre 1927 i 1937. Era el pare del també ciclista Alain Moineau. En el seu palmarès destaquen tres etapes al Tour de França, el Gran Premi Wolber de 1927 i la París-Tours de 1932.

## Palmarès
- 1927
  - 1r de la París-Le Havre
  - 1r del Critérium National de Printemps
  - 1r del Circuit de Bourbonnais
  - 1r del Circuit de la Borgonya
  - 1r al Gran Premi Wolber, formant part de l'equip Alleluia
- 1928
  - Vencedor d'una etapa al Tour de França
- 1929
  - 1r del Circuit de la Mayenne
  - Vencedor d'una etapa al Tour de França
- 1930
  - 1r de la París-Limoges
  - 1r del Circuit de Bassin d'Arcachon
  - 1r del Circuit de Forez
- 1931
  - 1r de l'Arcachon-Biarritz
  - 1r del Premi de Lomagne
- 1932
  - 1r de la París-Tours
  - 1r de la París-Limoges
- 1933
  - 1r de la París-Limoges
  - 1r del Gran Premi de les Estacions Termals de Cominges
- 1935
  - Vencedor d'una etapa al Tour de França

## Resultats al Tour de França
- 1927. 8è de la classificació general
- 1928. 17è de la classificació general i una victòria d'etapa
- 1929. Abandona (17a etapa) i una victòria d'etapa
- 1932. 25è de la classificació general
- 1935. 30è de la classificació general i una victòria d'etapa